# 凱莉·庫恩
凱莉·亞歷珊卓·庫恩（英語：Carrie Alexandra Coon，1981年1月24日—），美國女演員。她憑藉HBO電視劇《末世餘生》（2014年至2017年）及FX詩選電視劇《冰血暴》第三季（2017年）的演出贏得電視評論家協會戲劇類個人成就獎，並因《冰血暴》提名黃金時段艾美獎迷你影集或電視電影最佳女主角。2018年在USA電視台電視劇《罪人的真相》擔任主演陣容。
電影圈的知名作品如《消失的爱人》（2014年）、《郵報：密戰》（2017年）、《寡婦》（2018年）、《復仇者聯盟3：無限之戰》（2018年）、《金窩駭浪》（2020年）及《魔鬼剋星 未來世》（2021年）。庫恩也在戲劇圈有顯著的成就，2012年憑藉舞台劇《誰怕吳爾芙？》提名東尼獎。

## 早年
凱莉·庫恩1981年1月24日生於俄亥俄州科普利，是寶拉（Paula，娘家姓）和約翰·庫恩（John Coon）的女兒。她有一個姊姊、哥哥以及兩個弟弟。1999年從科普利高中畢業後就讀聯合山大學，2003年大學畢業，獲得英語和西班牙語文学学士學位。2006年，庫恩取得威斯康星大学麦迪逊分校表演科的藝術創作碩士學位。

## 私生活
庫恩2013年與演員兼劇作家特雷西·萊特結婚。2018年生有一子；2021年第二個孩子出生。

## 外部連結
- 凱莉·庫恩在互联网电影资料库（IMDb）上的資料（英文）
- 互联网外百老汇数据库（IOBDB）上凱莉·庫恩的資料（英文）